# Mark Greif
Mark Greif (* 1975 in Boston, Massachusetts) ist ein US-amerikanischer Amerikanist, der als Mitbegründer und Mitherausgeber der Literaturzeitschrift n+1 bekannt wurde.

## Leben
Greif besuchte in Boston die Commonwealth School und nahm 1992 am Telluride Association Summer Programme teil. Er schloss an der Harvard University in Cambridge (Massachusetts) mt einem Bachelor of Arts in Geschichte und Literatur ab und ging 1997 mit einer Marshall-Scholarship bis 1999 zum Studium der britischen und amerikanischen Literatur nach Oxford in England.
Greif promovierte in Amerikanistik an der Yale University in New Haven, Connecticut. Er ist zurzeit (2016) Lehrbeauftragter für literarische Studien am Eugene Lang College an der New School University in New York City.
Er hat die Occupy Wall Street Bewegung von Anfang an unterstützt und als Herausgeber der Occupy Gazette begleitet.

## n+1
Im Herbst 2004 gründete Greif mit anderen Autoren und Herausgebern (Keith Gessen, Chad Harbach, Benjamin Kunkel, Marco Roth) die Literaturzeitschrift n+1, die vierteljährlich erscheint. Zu der Zeitschrift trägt er mit Essays auch zu den Themen Politik, Soziologie etc. bei.

## Mitarbeit in weiteren Zeitschriften
Greif schreibt des Öfteren in der liberalen, amerikanischen, politischen Zeitschrift American Prospect und in dem alle 14 Tage erscheinenden britischen London Review of Books.

## Veröffentlichungen
in n+1:
- Against exercise, Herbst 2004.
- Mogadishu, Baghdad, Troy, Herbst 2004.

Bücher:
- als Mitherausgeber: Carla Blumenkranz u. a.: Occupy! Die ersten Wochen in New York. Eine Dokumentation. Suhrkamp, Berlin 2011, ISBN 978-3-518-06221-0.
- als Herausgeber, übersetzt von Kevin Vennemann: Bluescreen: ein Argument vor sechs Hintergründen. Essays. Suhrkamp, Berlin 2011, ISBN 978-3-518-12629-5.[2]
- Rappen lernen. Suhrkamp, Berlin 2012, ISBN 978-3-518-06219-7.
- als Mitherausgeber: Hipster. Eine transatlantische Diskussion. Suhrkamp Verlag, Berlin 2012, ISBN 978-3-518-06173-2.[3]
- Against Everything: On Dishonest Times. Verso, London 2016, ISBN 978-1-78478-592-5.